# Boone County (Kentucky)
Boone County je okres na severu státu Kentucky v USA. K roku 2010 zde žilo 118 811 obyvatel. Správním městem okresu je Burlington. Celková rozloha okresu činí 666 km². Na severu sousedí se státem Ohio a na západě s Indianou.

## Sousední okresy
| Růžice kompasu | Dearborn County (IN)                     | Hamilton County (OH)    |               | Růžice kompasu |
| Růžice kompasu | Switzerland County (IN) Ohio County (IN) | Sever                   | Kenton County | Růžice kompasu |
| Růžice kompasu | Switzerland County (IN) Ohio County (IN) | Boone County (Kentucky) | Kenton County | Růžice kompasu |
| Růžice kompasu | Switzerland County (IN) Ohio County (IN) | Jih                     | Kenton County | Růžice kompasu |
| Růžice kompasu | Gallatin County                          | Grant County            |               | Růžice kompasu |